# Льюис, Джек
Сэр Джек Льюис (англ. Jack Lewis, Baron Lewis of Newnham; 13 февраля 1928, Блэкпул — 17 июля 2014) — английский химик-неорганик в области металлоорганических комплексов и кластеров переходных металлов. Выдающийся ученый Великобритании, удостоен наград, таких как Королевская медаль (2004) и медаль Лонгстаффа Королевского химического общества (2010).  Почётный член Королевского химического общества и действительный член Лондонского королевского общества.

## Ранние годы жизни и образование
Джек Льюис родился в 1928 году в городе Блэкпул на побережье Ирландского моря и был единственным ребёнком Элизабет и Роберта Льюиса. Спустя два года отец умер, его мать снова вышла замуж, а он переехал со своей бабушкой в Барроу-ин-Фернесс. С 1939 по 1946 год он успешно учился гимназии графства Барроу и занимался регби. Из Барроу он поступил в университетский колледж в Ноттингеме, окончив с отличием первый класс в 1949 году. Выбрав карьеру в химии, Льюис поступил в исследовательскую школу в Ноттингеме, где работал под наблюдением профессора К. К. Аддисона в области неводных растворителей. Докторская диссертация Льюиса была связана с исследованиями тетраоксида азота и жидкого натрия. Оба являются важными неорганическими жидкостями, первый из которых является компонентом ракетного топлива, а второй — хладагентом для ядерных реакторов. Льюис получил степень доктора философии в 1952 году и остался в Ноттингеме в течение следующих двух лет в качестве постдока, при поддержке Исследовательского центра по атомной энергии (AERE) (Харуэлл) для работы по физическим и химическим свойствам натрия.

## Академическая карьера и научная деятельность

### Университет Шеффилда, 1954—1956
Льюис начал свою карьеру в Университете Шеффилда с позиции ассистента лектора, позднее, с 1954 по 1956 год, был там лектором. В этот период он начал долгосрочное сотрудничество с Ральфом Уилкинсом. Исследования в этот период были связаны к магнитными свойствами комплексов переходных металлов. На основе ранней работы с Аддисоном, Льюис также провел серию исследований по комплексам с нитрозильными лигандами. Дальнейшие работы по реакциям нитрозирования с использованием NOCl имели большое значение для будущих исследований Аддисона и Льюиса, и также были поддержаны Исследовательским центром по атомной энергии (AERE) (Харуэлл). Для работ по «смачиванию» металлов жидкостями был изобретен инновационный торсионный аппарат, и обнаружилось, что цинк, в отличие от меди и молибдена, смачивается жидким натрием. Эти исследования привели к двум новым работам Льюиса и Джеффри Уилкинсона по растворам щелочных металлов в эфирах.

### Имперский колледж Лондона, 1956—1957
Перейдя в Имперский колледж в качестве преподавателя в 1956 году, Льюис продолжил сотрудничать Уилкинсоном по синтезу и изучению металлоорганических комплексов. Он также сотрудничал и с другими коллегами неорганиками, в частности с Денисом Эвансом (FRS 1981), местным экспертом по ЯМР и магнетизму. В этот период он познакомился с Ф. Альбертом Коттоном, уважаемым американским ученым в области неорганической химии, который сотрудничал с Уилкинсоном в написании известной книги «Современная неорганическая химия» (1962).
В этот период были опубликованы работы, в которых было доказано, что комплекс [Fe(NO)(H2O)5]2+ (который вызывает цвет в старом «коричневом кольце» в нитратах) содержит высокоспиновое железо с тремя неспаренными электронами. Помимо этого исследовались другие нитризилы железа в низкоспиновом состоянии, кобальта и меди с целью понимания связи координированного нитрозильного (NO) -лиганда.

### Университетский колледж Лондона, UCL, 1957—1961
Льюис начал работать в UCL в конце 1957 года, сначала на должности научного сотрудника, затем преподавателя в начале 1958 года, а уже в апреле 1959 года он стал признанным преподавателем Лондонского университета и присоединился к международной группе сотрудников и докторантов с представительством из Австралии и Америки. Льюис и Ральф Уилкинс из Университета Шеффилда написали книгу «Современная координационная химия: принципы и методы», которая была опубликована в 1960 году совместно с именитыми учеными, такими как, Ф. Я. С. Россотти (термодинамика),Д. Р. Стрэнкс (скорости реакции), Г. Р. М. Уилкинс и Дж. Уильямс (изомеризация), Т. М. Данн (электронная спектроскопия), Ф. А. Коттон (ИК-спектроскопия) и Б. Н. Фиггис и Дж. Льюис (магнетизм). Книга стала важным пособием для аспирантов и докторантов, не только в UCL, но и во многих других университетах мира.
Одним из основных направлений Льюиса в UCL было исследование теории магнетизма вместе с Брайаном Фиггисом, экспертом как по экспериментальной, так и по теоретической стороне магнетизма переходных металлов. С теоретической стороны Фиггис и Льюис интересовались природой химической связи в соединениях переходных металлов, как и многие другие химики-неорганики того времени.
Льюис и его коллеги провели измерения магнитной восприимчивости в температурном диапазоне комплексов осмия, рутения, рения и иридия с конфигурациями d3, d4 и d5 терминах теории Котани, а затем и металлов с другими различными конфигурациями (d1, d2, d3, d8 и d9) и геометриями (октаэдрические, искаженные октаэдрические и тетраэдрические). Другим направлением научной деятельности было исследование координационных свойств универсального лиганда o-фенилен-бис-диметиларсина, o-C6H4(AsMe2)2(diars).
В UCL команда Льюиса также изучали химию титана в неустойчивой степени окисления +3. Благодаря вакуумным установкам удалось установить координацию и магнитные свойства комплексов титана (III). Это позволило узнать признаки с комплексами ванадия (III) и хрома (III). Искажение поля лиганда из октаэдрического было установлено как для основного, так и для возбужденного состояния каждого комплекса, а различные лиганды были помещены в спектрохимический ряд. Многочисленные исследования Робина Кларка (FRS 1990) и других в середине 1960-х годов в этой области были профинансированы Британской компанией TitanProducts в компании Billingham, чей исследовательский отдел, управляемый Аланом Коминсом, стремился развивать координационную химию титана и промышленное использование этих соединений. Также Льюис исследовал химию кластерных комплексов со связью металл-металл и олефиновые комплексы.

### Манчестерский университет, 1962—1967
Льюис переехал работать в Манчестер в качестве профессора неорганической химии в октябре 1962 года и сформировал группу по химии металлических кластеров вместе с Брайаном Джонсоном. Научная деятельность в это время был сконцентрирована в трех ключевых областях: синтез и спектроскопический анализ карбонильных кластеров металлов, реакции координированных лигандов и магнетохимия.
Льюис был одним из первых химиков-неоргаников, который осваивал современные физические методы, включая масс-спектрометрию и рентгеновскую кристаллографию, подходящие для исследований карбонильных комплексов металлов.
Масс-спектроскопические картины фрагментов вместе с ИК-спектрами карбонильных гидридов впервые подтвердили наличие мостиков M-H-M в этих кластерах. Масс-спектры также показали последовательную потерю карбонильных групп из металлических кластеров и это, вместе с тщательным анализом изотопных картины кластеров, позволило установить формулу и геометрию кластеров без рентгеноструктурного анализа.
Льюис также продолжил свою работу по магнетохимии, начатую в UCL, работая в сотрудничестве с Дэвидом Мачином, Фрэнком Маббсом, а позднее Малкоммом Герлохом. Коллеги полагают, что значительный вклад Льюиса в развитие неорганической магнетохимии в Манчестере состоял во введении предмета в учебную программу с помощью учебников и обзоров, написанных его сотрудниками.
Наибольшее влияние имели статьи, описывающие переменное температурное магнитное поведение многоядерных комплексов с сильными линейными связями M-O-M: карбоксилаты Cu, карбоксилаты Cr (III) и Fe (III) и ядра FeIIIOFeIII в [Fe(Salen)]2O (Salen = этиленбис(салицилимин)). Эти полиядерные комплексы d-элементов продемонстрировали сильную гейзенберговскую обменную связь, а их стереохимия была интерпретирована с помощью теории молекулярных орбиталей.

### Университетский колледж Лондона,UCL 1967—1970
Льюис вернулся в UCL профессором химии в октябре 1967 года в сопровождении Брайана Джонсона и Малкольма Герлоха в качестве отдельной группы по неорганической химии в UCL. Льюис продолжил свои работы в области комплексов переходных металлов в UCL до 1970 года.

### Кембриджский университет, 1970—1995
Льюис был приглашен на кафедру химии в Кембридже в октябре 1970 года вместе с Брайаном Джонсоном и Малкольмом Герлохом. Две темы, возникшие в 1960-х годах, а именно реакции координированных органических лигандов и карбонильных кластеров металлов были основными в течение следующего десятилетия; благодаря им, Льюис получил научное признание, был удостоен членства Королевского химического общества в 1973 и рыцарства в 1982 году.
Была создана идея «кластерно-поверхностной аналогии», которая способствовала разработке синтетических методов получения высокоядерных кластеров с псевдометаллической поверхностью. Эта область сильно развивалось в результате детального изучения термолиза [Os3(CO)12], с выделением пяти ядерных и октаноядерных кластеров. Было доказано, что кластер [Os6(CO)18] имеет геометрию ограниченной тригональной бипирамиды, а [Os7(CO)21] включает клетку с геометрией октаэдра.
ЯМР-спектроскопия показала, что во многих карбонильных комплексах карбонильные лиганды обнаруживались на разных участках спектра, таким образом был сделан вывод, что СО-группы перемещаются по поверхности кластера. Обмен лигандов между участками и даже гибкость кластерных клеток можно контролировать с помощью исследований при разной температуре.
К середине 1980-х годов научная группа Льюиса и Брайана стала ведущей командой, изучающей кластерные карбонилы триады железа, им удалось определить искомые структурные мотивы для кластеров с ядрами от трех и десяти атомов металла.
С начала 1990-х годов Льюис открыл новую область исследований, включающую химию мономерных, олигомерных и полимерных платиново-алкиновых и полииновых материалов. Эта работа возникла из более ранних исследований кластерных соединений металлических алкинов, благодаря возможности реализации уникальных оптических и электронных свойств, которые могут иметь эти материалы в перспективе, в частности в твердом состоянии.
Льюис уволился с кафедры химии Кембридже в 1995 году.

### Колледж Робинсона
В 1973 году был основан Колледж Робинсона, а Льюис был приглашен в качестве попечителя для участия в его планировании, строительстве и развитии. Кандидатура Льюиса была утверждена, и в 1981 году колледж был официально открыт королевой Елизаветой II, а Льюис стал его первым ректором до 2001 года. В то время как более старые колледжи развивались на протяжении веков, Колледж Робинсона должен был быть построен в течение пяти лет. Льюис успешно справлялся со своими обязанностями и создал сбалансированный коллектив, приглашая иностранных ученых. В стенах часовни в Колледже Робинсона есть мемориальная доска, на которой записана благодарность сотрудников за выдающийся вклад основоположника. Слова, начертанные на лестнице, построенной в честь Льюиса, гласят, что его мудрость сформировала колледж и сделала его таким, каким он является сегодня.

### Королевская комиссия по загрязнению окружающей среды
Во время работы в Кембридже Льюис также активно участвовал в политической жизни страны. В 1982 году он был назначен в Королевскую комиссию по загрязнению окружающей среды (RCEP) и сменил председателя сэра Ричарда Саутвуда в 1985 году. В течение своего шестилетнего срока, комиссия, во главе с Льюисом, провела пять исследований, в результате чего были подготовлены 12-й доклад о Практических решениях для окружающей среды (1988 год), 13-й доклад о Выпуске ГМО (1989 год), 14-й доклад по ГЕНХАЗу о Системе критической оценки предложений о выпуске ГМО, 15-й доклад о Выбросах от тяжёлых дизельных транспортных средств и 16-й доклад о Качестве пресной воды.
13-й доклад, посвященный выпуску генетически модифицированных организмов, был опубликован в июле 1989 года, через пять месяцев после того, как Льюис занял своё место в качестве члена парламента. Этот отчёт в значительной степени повлиял на разработку части VI Закона об охране окружающей среды 1990 года, и Льюис сыграл важную роль в ходе этого процесса посредством Палаты лордов. Ответ правительства на этот доклад был отложен до 1993 года и, когда Государственный секретарь по окружающей среде принял поправку, в Великобритании появилась всеобъемлющая и понятная система для выпуска ГМО, которая могла бы адаптироваться к потребностям современной науки и промышленности наряду с минимальным загрязнением окружающей среды.

## Палата лордов и другая деятельность
Интересы Льюиса и работа в области окружающей среды способствовали его назначению в Палату лордов в 1989 году. После ухода из ВРЭП, Льюис взял на себя роль председателя подкомитета Палаты лордов Европейского сообщества, которая должна была тщательно изучить проект европейского законодательства, касающийся экологической политики.
Льюис также был президентом Национального общества по чистому воздуху и охране окружающей среды, работал в направлении увеличения уровня лесного покрова Великобритании и переработки отходов. Он был известным председателем экологического фонда Veolia, который распределял налоги, полученные от свалок, на благие экологические цели и в целом оказывал влияние на контроль отходов промышленности.
Льюис также интересовался медицинскими науками, а именно методами лечения и борьбы с такими болезнями, как рак, болезнь Альцгеймера и артрит. Льюис был президентом и попечителем Arthritis Research UK с 1998 по 2012 год.

## Личная жизнь
В конце своего первого года обучения в университетском колледже в Ноттингеме Джек познакомился со своей будущей женой Эльфрейдой (Фредди) Мейбл Лэмб, которая поступила в Ноттингемский университет в том же году. Поженившись в 1951 году, они были в браке в течение почти 63 лет вплоть до кончины Льюиса. У них есть двое детей: сын и дочь.

## Признание заслуг
- 1971 — Награда Американского химического общества по неорганической химии.
- 1973 — Член Лондонского королевского общества[2].
- 1982 — Присвоено рыцарское достоинство.
- 1983 — Иностранный член Американской академии искусств и наук.
- 1985 — Медаль Дэви Лондонского королевского общества.
- 1985 — Премия имени Людвига Монда.
- 1987 — Иностранный член Национальной академии наук США[15].
- 1989 — Присвоен титул барона Льюиса из Ньюнхэма.
- 1989 — Бейкеровская лекция.
- 1994 — Член Американского философского общества.
- 1993 — Рыцарь Ордена Академических Пальм.
- 1995 — Член Национальной академии Деи Линчеи.
- 1996 — Членство Польской академии искусств и наук и крест Ордена за заслуги (Польша).
- 1999 — Медаль Августа Вильгельма Гофмана.
- 2004 — Королевская медаль Лондонского королевского общества.
- 2010 — Медаль Лонгстаф Королевского химического общества.